# Трон, Андре
Андре́ Трон (фр. André Tronc; род. 27 мая 1929) — французский кёрлингист.
В составе мужской команды Франции участник шести чемпионатов мира (лучший результат — бронзовые призёры в 1973) и двух чемпионатов Европы (лучший результат — пятое место в 1981). Двукратный чемпион Франции среди мужчин.
Играл в основном на позициях четвёртого и второго, неоднократно был скипом команды.

## Достижения
- Чемпионат мира по кёрлингу среди мужчин: бронза (1973).
- Чемпионат Франции по кёрлингу среди мужчин: золото (1975, 1976)[3][4].

## Команды
| Сезон   | Четвёртый  | Третий         | Второй         | Первый           | Запасной               | Турниры            |
| ------- | ---------- | -------------- | -------------- | ---------------- | ---------------------- | ------------------ |
| 1970—71 | Пьер Боан  | Андре Маббу    | Андре Трон     | Ришар Дювилляр   | Жерар Паскье           | ЧМ 1971 (6 место)  |
| 1971—72 | Пьер Боан  | Андре Маббу    | Андре Трон     | Жерар Паскье     |                        | ЧМ 1972 (7 место)  |
| 1972—73 | Пьер Боан  | Андре Маббу    | Андре Трон     | Жерар Паскье     |                        | ЧМ 1973            |
| 1974—75 | Андре Трон | Пьер Дюкло     | Анри Вёрлинг   | Оноре Бранги     |                        | ЧМ 1975 (6 место)  |
| 1975—76 | Андре Трон | Жерар Паскье   | Ришар Дювилляр | Анри Вёрлинг     |                        | ЧМ 1976 (7 место)  |
| 1977—78 | Андре Трон | Жан-Луи Сибюэ  | Gaby Ronchis   | Жан-Франсуа Орсе |                        | ЧЕ 1977 (6 место)  |
| 1981—82 | Андре Трон | Морис Мерсье   | Yves Tronc     | Жан-Франсуа Орсе |                        | ЧЕ 1981 (5 место)  |
| 1981—82 | Андре Трон | Роджер Джекобс | Боб Лен        | Жерар Наттер     | тренер: Pierre Catella | ЧМ 1982 (10 место) |

(скипы выделены полужирным шрифтом)